# Komet LINEAR 29
Komet LINEAR 29 ali 218P/LINEAR je periodični komet z obhodno dobo okoli 6,1 let.

 Komet pripada Jupitrovi družini kometov .

## Odkritje
Komet so odkrili 29. aprila 2003 v programu LINEAR (Lincoln Near-Earth Asteroid Research).